# Polydesma collutrix
Polydesma collutrix är en fjärilsart som beskrevs av Charles Andreas Geyer 1837. Polydesma collutrix ingår i släktet Polydesma och familjen nattflyn. Inga underarter finns listade i Catalogue of Life.